# Saint-Aubin-le-Dépeint
Saint-Aubin-le-Dépeint är en kommun i departementet Indre-et-Loire i regionen Centre-Val de Loire i de centrala delarna av Frankrike. Kommunen ligger i kantonen Neuvy-le-Roi som tillhör arrondissementet Tours. År 2022 hade Saint-Aubin-le-Dépeint 351 invånare.

## Befolkningsutveckling
Antalet invånare i kommunen Saint-Aubin-le-Dépeint
Referens:INSEE